# Габела
Габела  је насељено место у Босни и Херцеговини, у граду Чапљина, које административно припада Федерацији Босне и Херцеговине. Према попису становништва из 2013. у насељу је живело 2.315 становника.

## Географија
Налази се 5 км јужно од Чапљине, на десној обали Неретве (на 68 метара надморске висине) уз руб истоименог поља, уз саму границу са Хрватском. Становништво се претежно бави пољопривредом (поврће, воће, дуван и винова лоза). Добри путеви и везе омогућиле су ангажовање дела активног становништва у Чапљини и Метковићу.

## Историја
Име Габела итал. gabella — царина носи од друге половине 15. века када су трг Дријева на левој обали Неретве и град на десној обали, који су подигли Млечани после 1452. године. Убрзо је Габела пала под угарску власт, а после смрти Матије Корвина (1490) освојили су је Турци.
Године 1664. у Габели је било 150 кућа, 3 џамије, 1 текија, 2 хана и око 30 дућана, а на Неретви две наоружане галије. Најпре је као скела припадала кадилуку Невесиње, а самосталан кадилук је постала је између 1567. и 1620.
Млечани су је заузели 1693. који су габелски град у турско-млетачком рату дигли у ваздух. Пожаревачким миром 1718. Габела је поново дошла под турску власт.
До 1878. била је важно погранично место између Херцеговине и Далмације, а улогу Габеле као утврђења преузео је у овом крају град Почитељ.
После потписивања Дејтонског споразума Габела је са комплетном општином Чапљина, (32 насеља), ушла у састав Федерација Босне и Херцеговине.

## Становништво
| Националност       | 1991.          | 1981.          | 1971.          |
| Хрвати             | 2.046 (83,85%) | 2.007 (79,70%) | 1.615 (77,79%) |
| Срби               | 324 (13,27%)   | 377 (14,97%)   | 435 (20,95%)   |
| Муслимани          | 32 (1,31%)     | 38 (1,50%)     | 9 (0,43%)      |
| Југословени        | 24 (0,98%)     | 90 (3,57%)     | 11 (0,52%)     |
| остали и непознато | 14 (0,57%)     | 6 (0,23%)      | 6 (0,28%)      |
| Укупно             | 2.440          | 2.518          | 2.076          |

| Демографија | Демографија | Демографија |
| Година      | Становника  | Становника  |
| ----------- | ----------- | ----------- |
| 1961.       | 1.640       |             |
| 1971.       | 2.076       |             |
| 1981.       | 2.518       |             |
| 1991.       | 2.440       |             |
| 2013.       | 2.315       |             |

## Галерија
- Стадион у Габели
- Црква Светог Стјепана
- Црква Светог Стјепана